# Spektralfarbe

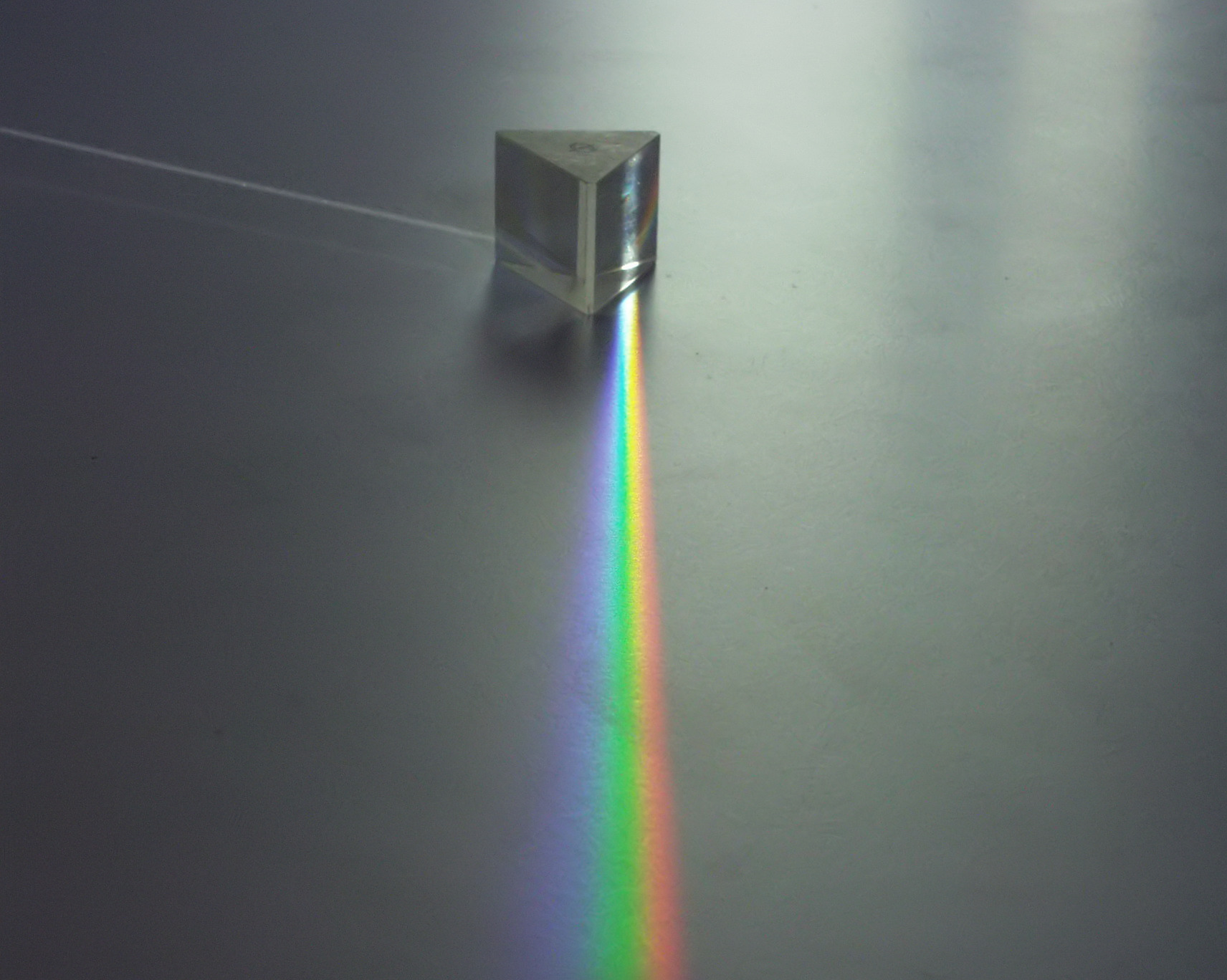
Weißes Licht als Mischung aller Spektralfarben von violett bis rot, hier mittels Prisma zerlegt

Unter Spektralfarbe versteht man den Farbeindruck der menschlichen Farbwahrnehmung, den schmalbandiges Licht einer bestimmten Wellenlänge erzeugt. Alle Spektralfarben ergeben zusammen die Spektralfarblinie, die zusammen mit der Purpurlinie die intensivsten Farben der Farbwahrnehmung enthalten.
Das Spektrum des für den Menschen sichtbaren Lichts erstreckt sich zwischen dem kurzwelligen Ende des Ultraviolett bei 360 bis 380 nm und dem langwelligen Anfang des Infrarots bei 780 bis 820 nm. Der Farbton ändert sich dabei kontinuierlich von Violett über Blau nach Grün zu Gelb und Rot, bekannt als die Spektralfarben.

## Erzeugung
| Farbname | Wellenlänge | Frequenz    |
| -------- | ----------- | ----------- |
| violett  | 380–400 nm  | 749–789 THz |
| violett  | 400–425 nm  | 705–749 THz |
| indigo   | 425–450 nm  | 666–705 THz |
| blau     | 450–460 nm  | 652–666 THz |
| blau     | 460–465 nm  | 645–652 THz |
| blau     | 465–470 nm  | 638–645 THz |
| blau     | 470–475 nm  | 631–638 THz |
| türkis   | 475–485 nm  | 618–631 THz |
| türkis   | 485–500 nm  | 600–618 THz |
| grün     | 500–520 nm  | 577–600 THz |
| grün     | 520–540 nm  | 555–577 THz |
| grün     | 540–550 nm  | 545–555 THz |
| grün     | 550–560 nm  | 535–545 THz |
| gelb     | 560–565 nm  | 531–535 THz |
| gelb     | 565–570 nm  | 526–531 THz |
| gelb     | 570–575 nm  | 521–526 THz |
| gelb     | 575–580 nm  | 517–521 THz |
| orange   | 580–590 nm  | 508–517 THz |
| orange   | 590–595 nm  | 504–508 THz |
| orange   | 595–600 nm  | 500–504 THz |
| rot      | 600–605 nm  | 496–500 THz |
| rot      | 605–610 nm  | 491–496 THz |
| rot      | 610–615 nm  | 487–491 THz |
| rot      | 615–620 nm  | 484–487 THz |
| rot      | 620–780 nm  | 384–484 THz |

Schmalbandiges Licht zur Untersuchung von Spektralfarben kann technisch erzeugt werden durch:
- breitbandige Lichtquellen (Sonnenlicht, Halogenlampe, Deuterium-Bogenlampe) mit Monochromator (schmalbandige Farbfilter, Prisma, Gitter),
- Lichtquellen mit Linienspektren (Quecksilberdampflampe) und Farbfiltern,
- monochromatische Lichtquellen (Niederdruck-Natriumdampflampen mit 590 nm, Laser) und neuerdings auch durch
- durchstimmbare Laser.

Das Aufspalten von weißem Sonnenlicht mittels Prisma ist hierbei die älteste Methode. Newton stellte diese 1704 in seinen Opticks: Or, a Treatise of the Reflexions, Refractions, Inflexions and Colours of Light dar. Er nannte sieben Spektralfarben: Rot, Orange, Gelb, Grün, Blau, Indigo, Violett.
Im 19. Jahrhundert wurden vor allem die Linienspektren von Quecksilber, Neon, Cadmium und Zinn verwendet, in denen durch Gitter oder Prismen Linien selektiert wurden.
Dass verschiedenfarbiges Licht unterschiedliche Wellenlängen hat, wurde 1801 vom Augenarzt Thomas Young nachgewiesen und erstmals die Wellenlänge von rotem Licht mit 676 nm und von violettem Licht mit 424 nm bestimmt.
1868 leitete James Clerk Maxwell aus theoretischen Überlegungen zum Elektromagnetismus her, dass Licht eine elektromagnetische Welle ist und sich mit Lichtgeschwindigkeit ausbreitet. Beides zusammen ergab, dass Licht eine Frequenz von fast 1015 Hz haben musste.
Weitere wichtige Beiträge lieferten Hermann von Helmholtz mit seiner Dreifarbentheorie, David Brewster mit der Bestimmung der Empfindlichkeitskurven der Farbrezeptoren und Max Johann Sigismund Schultze mit der Erkenntnis der Zapfen.

## Farbmetrik

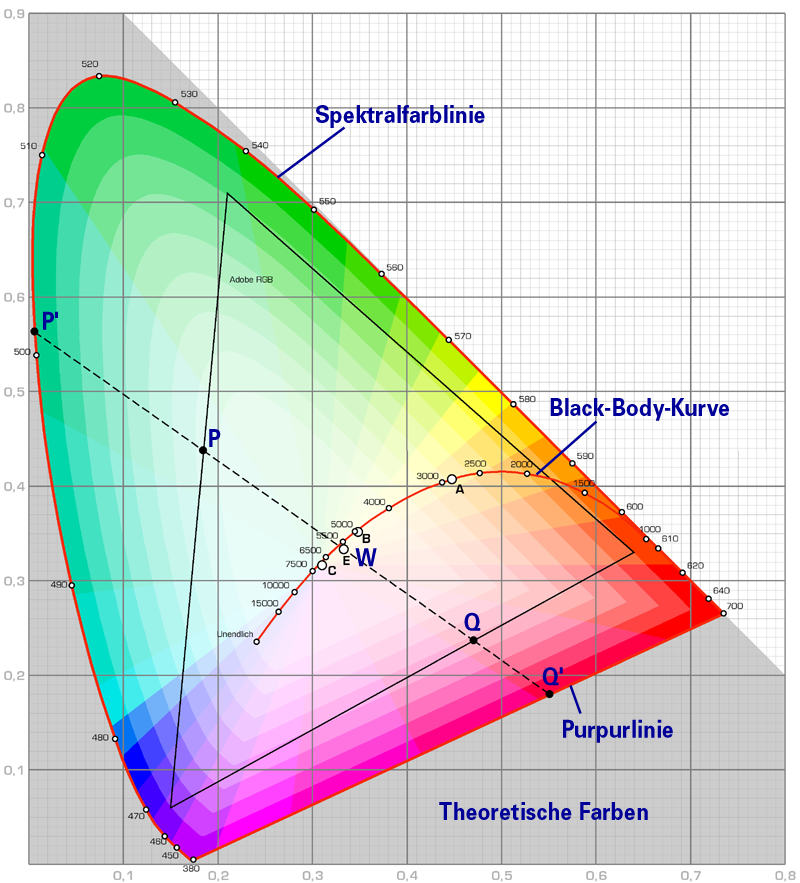
Spektralfarbzug auf der CIE-Normfarbtafel

Um einen dreidimensionalen Farbraum darstellen zu können, ist der Farbreiz des Wellenlängenspektrums auf die drei Zapfentypen (Art von farbsensitiven Fotorezeptoren) abzubilden. Dafür ist ein geeignetes System von Farbvalenzen, den Grundfarben für die Rot-, Grün-, Blauempfindlichkeiten aufzustellen. Die Rechenvorschrift dafür ist mit dem Tristimulusalgorithmus seit 1931 genormt. Notwendige Parameter wurden in späteren Untersuchungen präzisiert und im Prinzip bestätigt. Die grafische Darstellung ergibt die hufeisenförmige Kurve der Normfarbtafel, das sogenannte Chromatizitätsdiagramm.
Die Spektralfarben liegen auf dem Umriss dieser Fläche als Farben mit der höchsten Sättigung der jeweiligen Wellenlänge.
Eine Abhängigkeit der Farbkoordinaten von der Wahrnehmung ergibt sich durch die unterschiedliche Lage des Spektralkurvenzuges, je nachdem ob das 2°-Sichtfeld oder ein 10°-Sichtfeld benutzt wird. Innerhalb des 2°-Feldes wird auf die Netzhautfläche des „besten Farbsehens“ abgebildet, in der Netzhaut stehen die Zapfen hier am dichtesten beieinander. Im 10°-Sichtfeld nimmt die Dichte der Zapfen schon ab und es tritt die Empfindung der Stäbchen hinzu. Dieses Sichtfeld entspricht einer A4-Fläche im normalen Sehabstand.

## Farbwahrnehmung

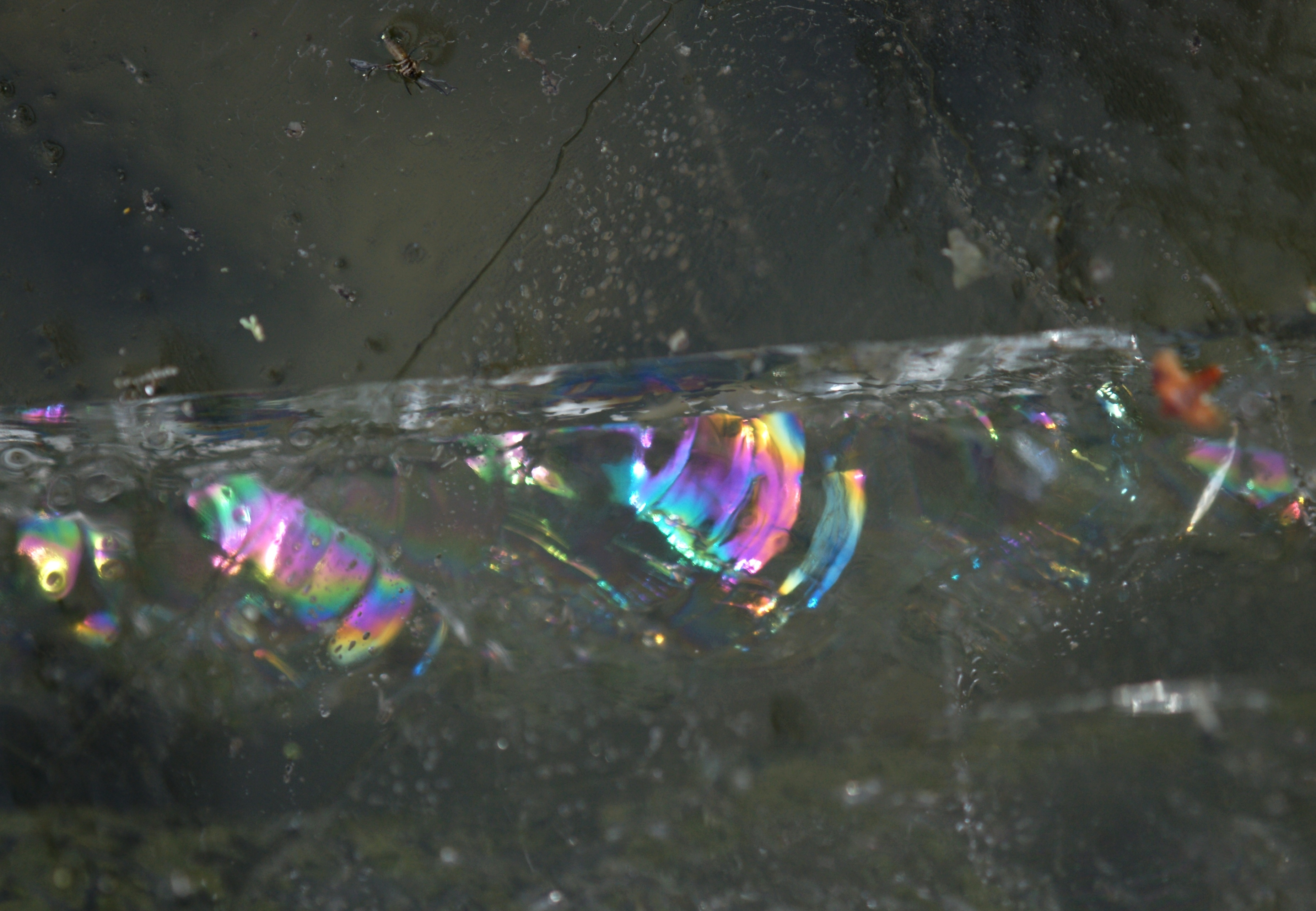
Irisierende dünne Risse in Eis, an denen durch Interferenz aus weißem Licht durch Lichtzerlegung Mischfarben entstehen

Die Zapfenzellen in der menschlichen Netzhaut (sowie auch anderer Lebewesen) besitzen je nach Typ unterschiedliche Empfindlichkeitsspektren, die bestimmte Bereiche des empfangenen Lichtspektrums abdecken. Die Verarbeitung der von den Zapfen stammenden Signale wandelt das empfangene Licht der verschiedenen Spektralbereiche und Intensitäten in wahrgenommene Farben um. Da die Gewichtung der Spektralanteile von den Wahrnehmungsbereichen der Zapfentypen abhängt, ist auch die Farbwahrnehmung direkt davon abhängig.
Der Spektralfarbenzug nach CIE wird in der Normfarbtafel mit der Purpurgeraden ergänzt, die nur Mischfarben enthält. Purpurtöne sind keine Spektralfarben. Jene werden nur bei gemischter Wahrnehmung von kurz- und langwelligem Licht gesehen. Im CIE-Diagramm entspricht den Purpurtönen mit höchster Sättigung diese Purpurgerade. Alle nicht spektralen Farben sind Mischfarben.
Die menschliche Farbwahrnehmung bei Tagessehen (Photopisches Sehen) ist auf drei Rezeptortypen für kurze, mittlere und lange Wellenlängen begrenzt. Manche Tiere, zum Beispiel Vögel, besitzen vier Farbrezeptoren. Dadurch können sie mehr Farben als ein Mensch unterscheiden. Andere Tierarten, wie Hunde, besitzen nur zwei Typen von Farbrezeptoren.
Am langwelligen roten Ende des sichtbaren Spektrums grenzt der Bereich des unsichtbaren Infrarot an. Durch den stetigen Übergang in der Empfindlichkeit auf reizende Wellenlängen ist diese Grenze fließend (zwischen 720 nm und 830 nm) und unterliegt individuellen Unterschieden. Dies wird im Wesentlichen durch den chemischen Aufbau des Rhodopsins (Sehpurpurs) bestimmt. Der wahrgenommene Farbton ändert sich oberhalb 650 nm nur noch geringfügig.
Der infrarote Bereich des Spektrums wird auch als Wärmestrahlung bezeichnet. Die Wärmewirkung wird von Menschen durch Thermorezeptoren wahrgenommen, die jedoch nur nahe der Hautoberfläche vorhanden sind. Die Eindringtiefe der Strahlung ist wellenlängenabhängig. So wird kurzwelliges Licht bereits an der Hautoberfläche in der Melaninschicht absorbiert, während nahe Infrarotstrahlung einige Millimeter in den Körper eindringt. Dadurch kann es zu unbemerkten Verbrennungen durch nahinfrarote Strahlung kommen.
An das kurzwellige violette Ende des sichtbaren Spektrums, bei Wellenlängen unterhalb von 380 nm, grenzt der Bereich des Ultravioletts. Aus dem gleichen Grund wie am infraroten Ende des Lichtspektrums unterliegt die Sichtbarkeit der Strahlung zwischen 360 nm und 410 nm individuellen und altersbedingten Schwankungen, noch stärker als im infrarot-nahen Bereich. Die Pigmentierung der Hornhaut spielt hier eine große Rolle. Außerdem verfärbt sich mit zunehmendem Alter die Linse gelblich, wodurch kurzwelliges Licht stärker gefiltert wird.
Bei Operation des grauen Star ist nach Entfernung der getrübten Linse die Filterwirkung beseitigt (aphakisches Sehen), was zu einer ausgeprägten Verbesserung der Wahrnehmung kurzer Wellenlängen führt, die auch nach Einsetzen der aus Kunststoff gefertigten Intraokularlinse erhalten bleibt.